# John Carroll (Schauspieler)
John Carroll (* 17. Juli 1906 in New Orleans, Louisiana, USA; † 24. April 1979 in Hollywood, Kalifornien, eigentlich Julian LaFaye) war ein US-amerikanischer Schauspieler und Sänger.

## Leben
Carroll verließ mit zwölf Jahren sein Elternhaus und hielt sich anschließend mit diversen Gelegenheitsjobs über Wasser. Später ging er nach Europa, um Gesang zu studieren. Zurück in den USA, arbeitete er zunächst als Stuntman und Statist. Erstmals war er 1929 in Marianne auf der Leinwand zu sehen, wo er einen Soldaten spielte.
1935 erhielt er in Hi, Gaucho! unter dem Künstlernamen „John Carroll“ seine erste Filmhauptrolle. Den Höhepunkt seiner Karriere erreichte der dunkelgelockte, etwa 1,92 Meter große Mime in den 1940er Jahren, wo er von MGM zumeist in zweitklassigen Filmen und Musicals eingesetzt wurde. Nur selten hatte er die Gelegenheit, mit so namhaften Regisseuren wie Howard Hawks (S.O.S. Feuer an Bord) oder George Cukor (Susan und der liebe Gott) zusammenzuarbeiten. Später war er u. a. in zahlreichen von Republic Pictures produzierten Western zu sehen. In Deutschland wurde er vor allem durch das ursprünglich für das Kino produzierte zwölfteilige Serial Zorro reitet wieder bekannt, das 1978 im ZDF innerhalb der von Joe Hembus konzipierten Sendereihe „Western von gestern“ in sechs Teilen ausgestrahlt wurde.
Wie zahlreiche andere amerikanische Schauspieler auch, unterbrach Carroll während des Zweiten Weltkrieges seine Karriere und meldete sich zur Armee. Er diente bei der Air Force in Nordafrika als Pilot.
Seine klug angelegten Gagen – er investierte vornehmlich in Grundbesitz und in die Krabbenindustrie – sicherten ihm auch nach Beendigung seiner Filmlaufbahn in den 1950er Jahren ein gutes Auskommen.
In den 1950er und 1960er Jahren war John Carroll mehrfach in gerichtliche Auseinandersetzungen verwickelt: 1959 erklärte er sich bereit, einer 81 Jahre alten Witwe 176.000 Dollar zu bezahlen, die behauptet hatte, er hätte sie ihres Vermögens Willen umworben. 1965 gab er einen Posten bei der Louisiana Tourist Development Commission auf, als es dort Vorwürfe wegen Unregelmäßigkeiten gegeben hatte.
Nachdem er 1967 Gastrollen in Fernsehserien übernommen hatte, trat er 1974 in dem von ihm produzierten Spielfilm Megamann, ein Söldner dreht durch ein letztes Mal vor die Filmkamera.
John Carroll war zweimal verheiratet. Aus der nur ein Jahr währenden Ehe (1935–36) mit der ungarischstämmigen Schauspielerin Steffi Duna ging seine einzige Tochter, Julianna Benito, hervor.
Carroll starb 1979 an Leukämie. Sein Grab befindet sich im Forest Lawn Memorial Park (Hollywood Hills).

## Filmografie
- 1929: Marianne
- 1929: Der jüngste Leutnant (Devil-May-Care)
- 1930: Banditenlied (The Rogue Song)
- 1930: Monte Carlo
- 1930: Der brave Soldat Elmer (Doughboys)
- 1930: New Moon
- 1935: Hi, Gaucho!
- 1936: Muss 'em Up
- 1936: Murder on a Bridle Path
- 1936: The Accusing Finger
- 1936: Death in the Air
- 1937: We Who Are About to Die
- 1937: Zorros schwarze Peitsche (Zorro Rides Again)
- 1938: Swingtime in the Movies
- 1938: Rose of the Rio Grande
- 1938: I Am a Criminal
- 1939: S.O.S. Feuer an Bord (Only Angels Have Wings)
- 1939: Wolf Call
- 1940: Congo Maisie
- 1940: Susan und der liebe Gott (Susan and God)
- 1940: Phantom Raiders
- 1940: Hired Wife
- 1940: Die Marx Brothers im wilden Westen (Go West)
- 1941: Sunny
- 1941: This Woman Is Mine
- 1941: Lady Be Good
- 1942: Rio Rita
- 1942: Pierre of the Plains
- 1942: Unternehmen Tigersprung (Flying Tigers)
- 1943: The Youngest Profession
- 1943: Hit Parade of 1943
- 1945: Bedside Manner
- 1946: A Letter for Evie
- 1947: Mexikanische Nächte (Fiesta)
- 1947: Hyänen der Prärie (Wyoming)
- 1947: Brennende Grenze (The Fabulous Texan)
- 1947: The Flame
- 1948: Der Rächer von Los Angeles (Old Los Angeles)
- 1948: I, Jane Doe
- 1948: Angel in Exile
- 1950: Das Schwert der Rache (The Avengers)
- 1950: Surrender
- 1950: Hit Parade of 1951
- 1950: Belle Le Grand
- 1953: The Farmer Takes a Wife
- 1953: Geraldine
- 1953: Reluctant Bride
- 1957: Fahrkarte ins Jenseits (Decision at Sundown)
- 1959: Killer von Dakota (Plunderers of Painted Flats)
- 1967: Hondo (Fernsehserie) – Folge: Hondo and the War Hawks
- 1967: Disneyland (Fernsehserie, 2 Folgen)
- 1974: Megaman – Ein Söldner dreht durch (Ride in a Pink Car)